# Picea rubens
Picea rubens är en tallväxtart som beskrevs av Charles Sprague Sargent. Picea rubens ingår i släktet granar, och familjen tallväxter. Inga underarter finns listade i Catalogue of Life.
Arten förekommer i östra Kanada och östra USA söderut till Tennessee. Den växer i låglandet och i bergstrakter upp till 1500 meter över havet. Trädet hittas i barrskogar och träskmarker tillsammans med vitgran, balsamgran och svartgran. Ibland hittas den bredvid virginiagran, Hemlock, weymouthtall, Chamaecyparis thyoides och lövträd.
Skogar med Picea rubens brukades intensiv under 1800- och 1900-talet. Sedan ökar hela populationen. IUCN kategoriserar arten globalt som livskraftig.

## Bildgalleri

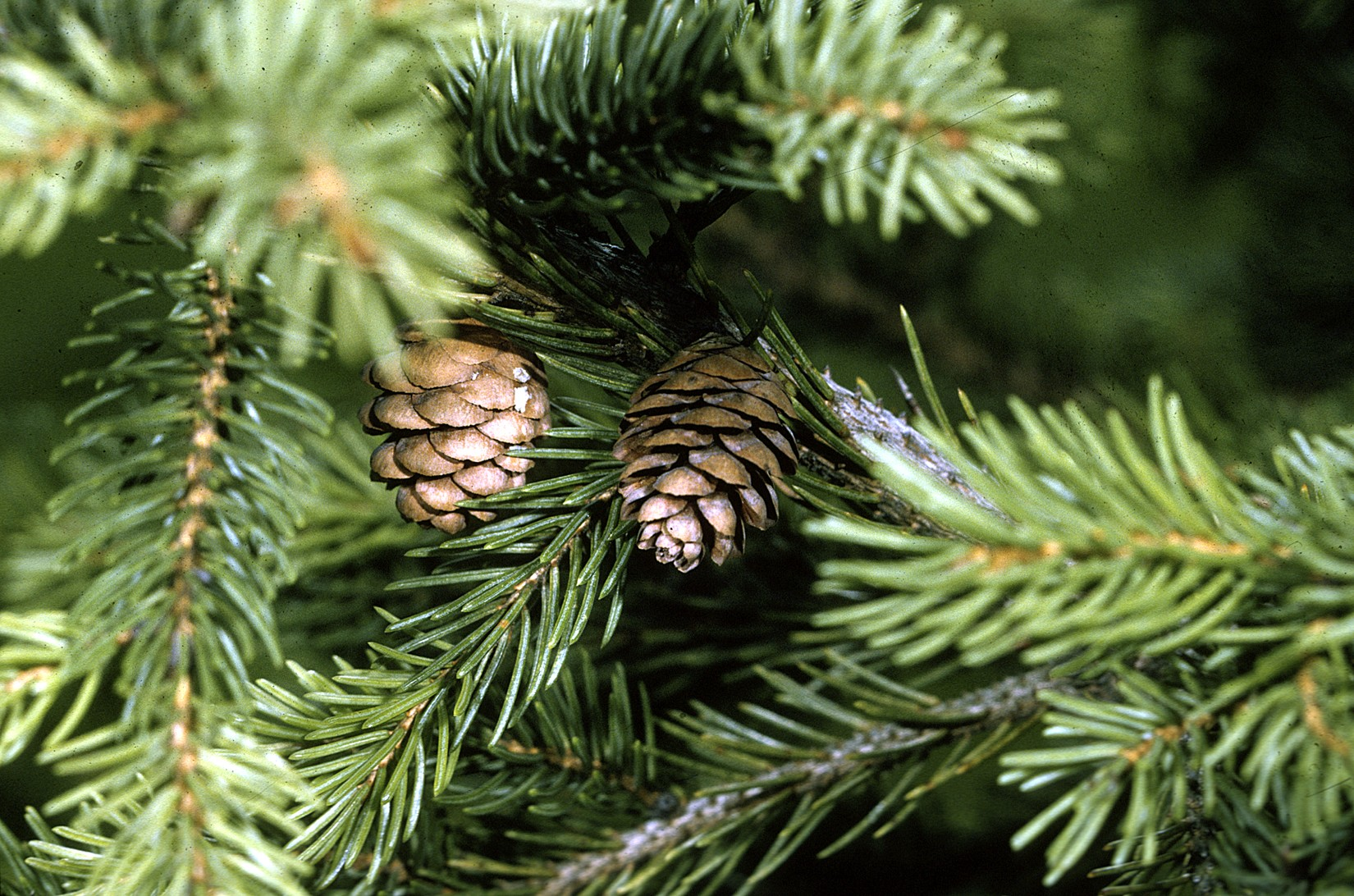
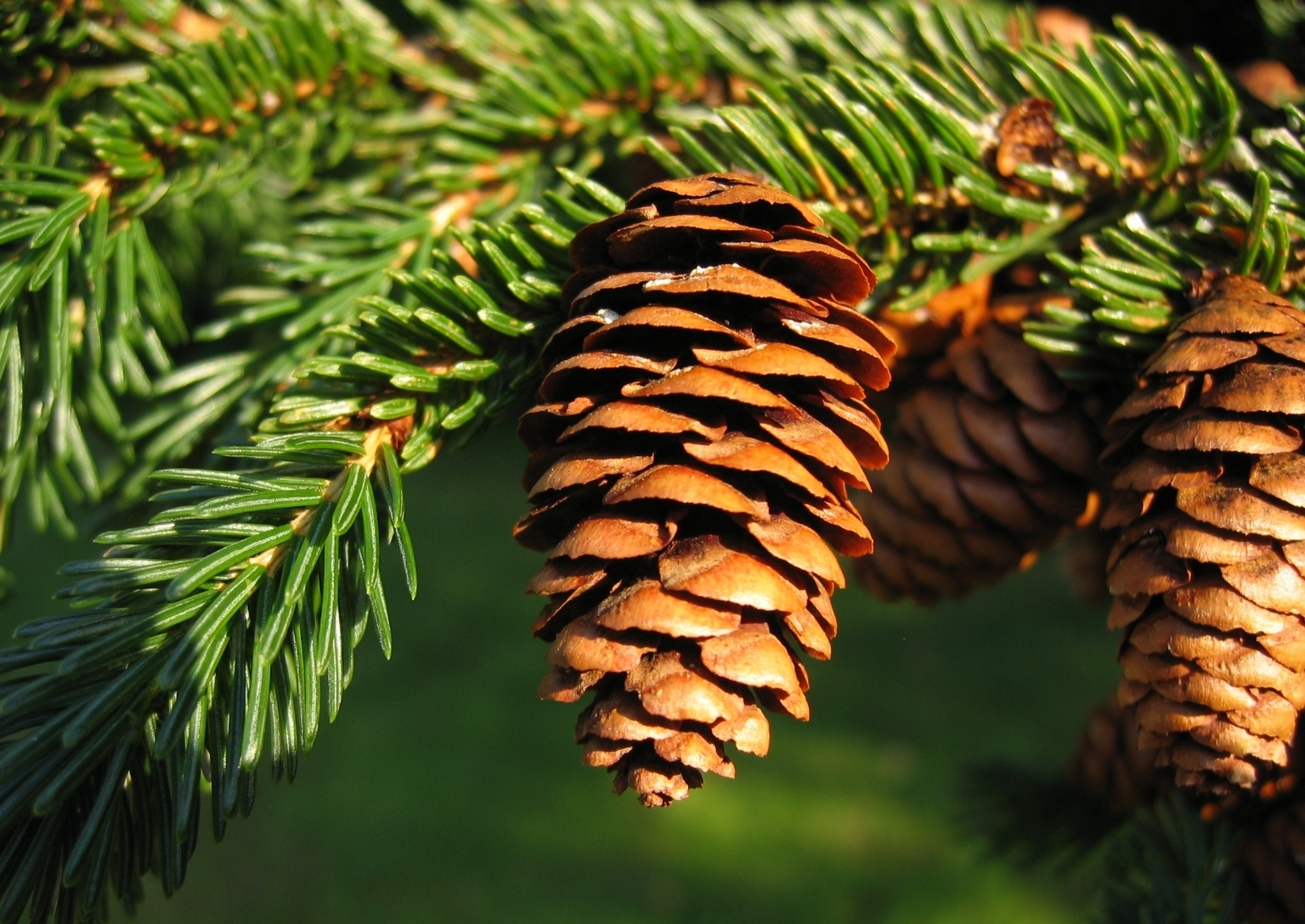
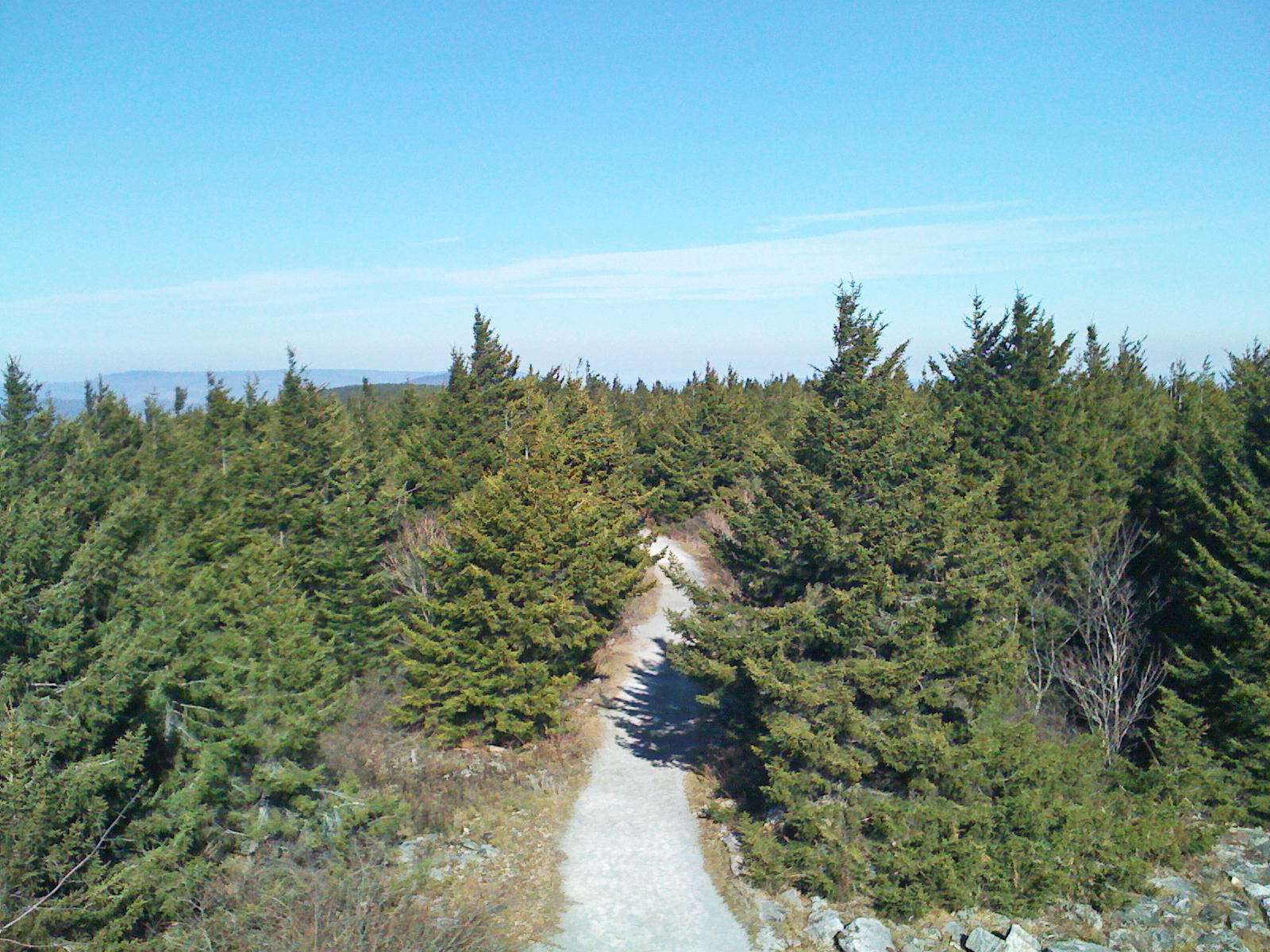
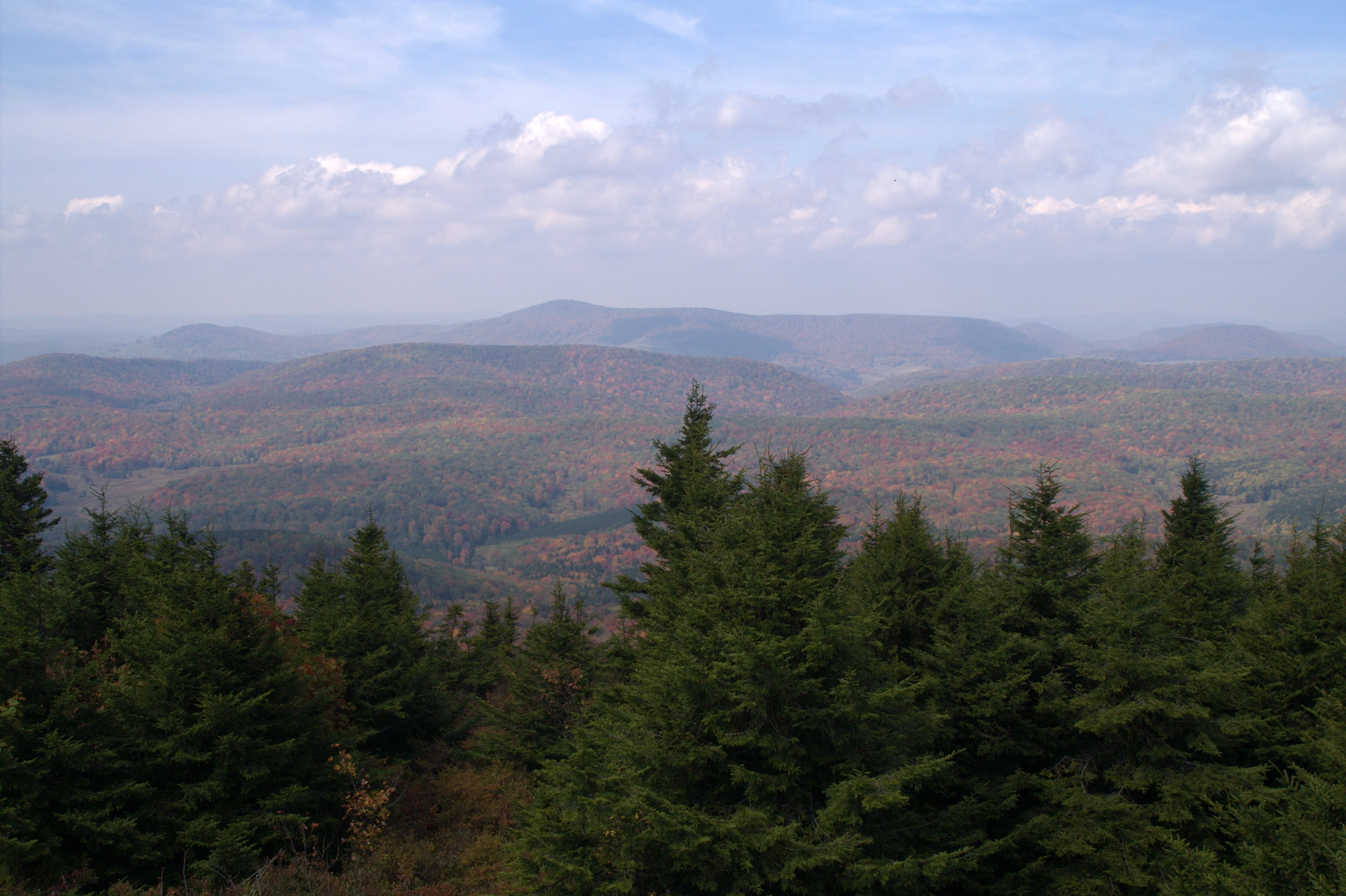
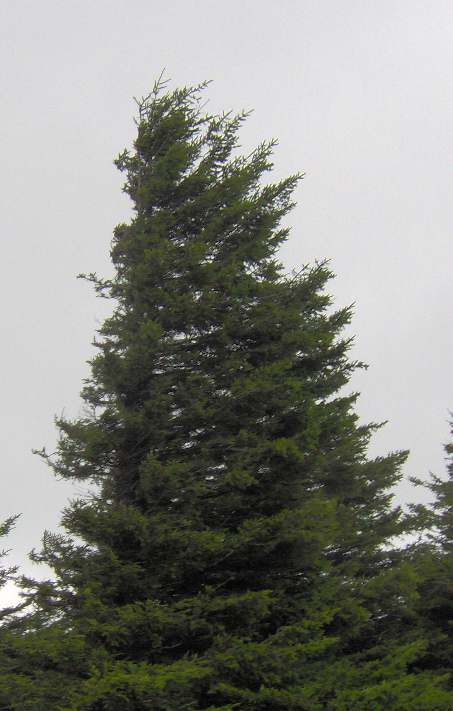